# ドライミリング
ドライミリング (英: Dry Milling)あるいは乾式製粉は、乾燥した状態で粉砕し粉を製造することである。特に穀物、それもトウモロコシを粉砕して粉にすることを指す場合が多い。石臼を使用した伝統的な製粉方法がある。

## 概要
トウモロコシのドライミリングは、コーンスターチを製粉するウエットミリングの歴史より古い。
メキシコのテワカン遺跡からトウモロコシの粉砕に使用されたとされる石器が出土している。
植民地時代に米国ニューイングランド地方に入植した人はインディアンから粉砕したトウモロコシ粉でコーンブレッドを製造する方法を教わった。
胚芽をそのまま入れた状態で製粉する全粒粉粉砕と入れ代わり、近代的な脱胚芽方法が導入されたのは、かなり新しく、20世紀に入ってからである。

## プロセス
トウモロコシのドライミリングが近代的工業として発展したのは米国である。米国では植民地時代以来、小麦が安易に入手できて主食として定着するまではトウモロコシが主食であった。
はじめは自宅で石臼をガラガラと回して製粉していたが、やがて小規模製粉所が各地に設置させるようになった。
石臼を用いて全粒粉砕する方法であり、水車で製粉するので、Water ground meal、あるいは石臼を用いるからStone ground meal、Rock ground meakと呼ばれた。また、このような工場をGrist Millと称していた。
全粒製粉は胚芽も粉砕されて入ることになるが、胚芽はトウモロコシ中に約4～5％入っている脂質約85％が集中して存在している部分である。胚芽は脂質に作用するリポキシゲナーゼ活性が高いため、製品の貯蔵安定性を著しく低下させる。このため、近代的なトウモロコシのドライミリングにおける技術開発の歴史は、脱胚芽をいかに効率よく行うかということにあり、小麦製粉を先達としてきた。近代的なドライミリングが始まったのは1906年であった。この年はじめてBeall degerminatorが導入された。トウモロコシと限らず、穀物は胚芽が最も生物活性が高く、特にトウモロコシは胚芽への脂質の集中度が高いので、胚芽の除去が必要であった。
トウモロコシには白色種と黄色種があるが、ドライミリングには両者とも使用されている。白色種と黄色種はそれぞれ異なった用途を有している。
ドライミリングは胚乳部を主製品として、できる限り完全な形で取り出すことにある。ウエットミリングでは、デンプンからタンパク質をいかに除去するかということが最も重要であるが、ドライミリングでは、胚芽をいかに完全に除去して製品中の脂質含量を低下させるかということが技術のポイントである。
ドライミリングの基本方式は、まず第一に胚芽と皮を完全にとり除いて脂質と繊維分の少ない胚乳部をとり出す、胚乳部は最大の収率でとり出す、胚芽はできるだけ破壊しないで原型を保つようにして回収する、胚乳部からできるだけ皮や胚芽の破片、ダスト等をとり除き、きれいな胚乳部とすることにある。
これを達成するために各種形状のロール、ふるい、アスピレーター、グラビティー・テーブルセパレーター、ピューリファイヤー等が効率よく組み合わされて使用されている。これをハードウエアとすれば、重要なソフトウエアに相当するものとしてテンパリングがある。脱胚芽して挽砕する方式はTempering Degerming System、略してTD方式と呼ばれるが、現在は基本的にはすべてこの方式がとられている。

### 原料の受け入れと精選
トウモロコシのドライミリングは、トウモロコシを粗砕して各区分毎に単純に分けるだけの作業であるので、まず第一に加工に適した原料の選択と精選がなによりもまして重要である。
実際のドライミリング作業においては、重要な性状として、夾雑物や損傷粒の少ない、つまりきれいなトウモロコシということの他にストレス・クラックの程度、および胚乳部中の角質部と粉質部の比率がある。これが多いと、日本では挽き割り、米国ではHominy gritsと称している画分の生成比率が極度に低下する。しかし現状の問題として、日本ではこれに対して手の打ちようがない。入手した原料トウモロコシについてストレス・クラックの程度を測定し、いかなる製品スペクトラムを望んでいるかということで、原料を使い分けるしか手がないのが現状である。何はともあれストレス・クラックの問題は粒度の大きい製品の収量に対して決定的影響を及ぼす。
第二の問題点として角質部と粉質部の比率がある。角質部は堅くて砕けにくく、粉質部は柔らかくて砕けやすいので、コーンフラワーの発生量が多くなる。また角質部と粉質部では糊化の挙動が多少異なるので、それを使用する際の加工適性や得られた製品の性状にも影響を生じる。この問題はデント種とフリント種の使い分けがひとつの対応手段である。また同じデント種でも、全米で数百種類から品種が栽培されているわけであるから、理想をいえば加工に適した品種を選択必要がある。

### テンパリング
テンパリングとは、トウモロコシに加水して一定時間放置し、穀粒にしなやかさを与えることで皮の分離をしやすくし、胚芽をでき得るかぎり完全な形で胚乳部から分離できる状態をつくり出すことである。テンパリングは、トウモロコシのドライミリングにおいて脱胚芽と並んで、むしろ脱胚芽を良好にするために最も重要な工程である。原料の性状、水分含有、用いる装置、目的とする製品の構成と性状等に応じて条件は異なってくるので、経験的に最適条件を求めなくてはならない。
加える水量と温度、添加を何段階で行うか、保持の温度と時間、最終水分含量等が要因となる。テンパリング時に加えた水はトウモロコシの表皮よりはむしろ尖帽からトウモロコシの組織の内部に吸収され浸透してゆくので、吸収速度は温度と時間を主要な要因とする物理現象である。このため加える水量、温度、時間を厳密に管理する必要がある。加える水量は最終水分含量が18～25％になるように3段階程度に段階的に加え、テンパリング時間は大体3時間、温度は30～40℃の範囲である。

### 脱胚芽
脱胚芽の目的は胚芽のみならず、皮、尖帽を取り除き、胚乳部のみを二つ割れにした程度で完全な形で分離することにある。テンパリングが完全な状態で行われていれば、かなり満足できる程度で達成できる。通常Beall degerminatorが使用されている。これは摩擦式装置であるが、この他に衝撃式のEntoletorも用いられる。
脱胚芽装置を通ったトウモロコシは胚乳部、胚芽、皮の混合物である。このものは、必要に応じて水分含量16～18％まで乾燥させてから、ロール機に移される。ここでロールで圧扁してフラット状の小片にする。これで胚芽は皮と一緒にふるい分けで、胚乳部から容易に分けることが可能になる。

### 破砕と分級
脱胚芽機を出たストックと称する胚芽、胚乳、皮の混合物はロール破砕機、ふるい、ピューリファイヤー、テーブルセパレーター、アスピレーター等の各種装置の組み合わせで破砕、分級、精選処理がほどこされて目的とする製品が得られる。トウモロコシのドライミリングに於ける主目的は、あくまでも胚乳部の収量を最大にし、それの制度を最高にするということになる。各種工程の組み合わせはこの目的を達成することを第一義にして選択させる。

### 製品
トウモロコシのドライミリングは、胚乳部のみをとり出して製品とすることにある。しかし、トウモロコシの胚乳部は角質部より成り、両者は堅さが異なるので挽砕工程でそれぞれ別々の製品になる。トウモロコシのドライミリング製品は、コーングリッツ 、コーンミール、コーンフラワーに分けられる。コーングリッツとコーンミールは主として角質胚乳部から、コーンフラワーは主として粉質胚乳部から生成する。コーングリッツの中には、挽き割りした状態のホミニーグリッツも含まれる。コーングリッツは粒度によって分けられている。コーングリッツを微粉砕し、コーンフラワーと同等の粒度分布にしたリダクションフラワーも製品になる。
また胚芽、皮はコーンジャーム、ホミニーフィードとして製品になる。

### 用途
トウモロコシのドライミリング製品の用途は、コーンフレーク等の朝食用シリアル、日本ではほとんど利用されていないが、米国南部から中南米で主として用いられているコーンミールポリッジ、スナックフーズ、ビール等の醸造用、各種食品の増粘剤等である。コーンスターチと用途面で差がある点は、コーンスターチが朝食用シリアルとスナックフーズにはほとんど用いられていないことである。
トウモロコシ系のスナックフーズの中で、コーンチップは多少毛色が異なっている。すなわち全粒トウモロコシを用いることと石灰液浸漬により、剥皮、脱胚芽することである。コーンチップの製造法は、メキシコの国民食トルティーヤに似ている。いずれもアルカリ処理をしてからマサと称するドウを調製する。しかしトルティーヤは古くから存在する食物として全粒トウモロコシを用いるが、近代食品化工技術が生んだ産物であるコーンチップは、最近は脱胚芽したコーングリッツ、コーンミールを使用する方法もあり、一概にはおなじといえなくなった。
トウモロコシ系パフ製品は、形状のバラエティーに富むので製品の種類は多い。原料は細粒コーングリッツ、コーンフラワーを用いる。原料コーングリッツに調味液を加えてエクストルーダーにてアルファ化処理をするが、この際に形成する、これをカッティングし、水分20数％でエクストルーダー処理をしているのでドライヤーで水分10数％まで乾燥する。次いでパフィングオーブンまたはフライヤーでパフさせ、必要に応じてドラムコーターで調味して冷却し、製品とする。
これらのトウモロコシ系スナックフーズの生産量は、コーンパフ系製品が多く、次いでコーンフレークであり、コーンチップ系は少ない。